# Wang Ganchang
Wang Ganchang (chinês: 王淦昌, pinyin: Wáng Gànchāng, Wade–Giles: Wang Kan-ch'ang; Changshu, 28 de maio de 1907 — Pequim, 10 de dezembro de 1998) foi um físico nuclear chinês.

## Biografia
Foi um dos iniciadores da pesquisa em física nuclear, raios cósmicos e física de partículas na China. Foi líder, pioneiro e cientista do programa de Armas de Destruição em Massa da República Popular da China.

## Publicações selecionadas
- K. C. Wang （王淦昌）. Über die obere Grenze des kontinuierlichen β Strahlspektrums von RaE. Zeits. für Physik, 1932,74:744.
- Kan Chang Wang. Uber die β-Spektren von ThB+C+C. Zeits für Physik, 1934,87:633.
- Kan Chang Wang. A suggestion on the detection of the neutrino. Phys. Rev, 1942,61:97.
- K. C. Wang and H. L. Tsao. An attempt at finding the relationship between the nuclear force and the gravitational force. Phys. Rev. 1944, 66:155.
- K. C. Wang. A suggestion on a new experimental method for cosmic-ray particles. Science Record, 1945,1:387.
- K. C. Wang and T. L. Chiang. On some chemical effects of γ-rays. Science Record, 1945,1:389.
- K. C. Wang. Radioactivity of the neutron. Nature, 1945,155:574.
- K. C. Wang and K. C. Cheng. A five-dimensional field theory. Phys. Rev. , 1946,70:516.
- K. C. Wang. Proposed methods of detecting the neutrino. Phys. Rev. 1947,71:645.
- K. C. Wang. An organic activated ZnO-ZnCl2 phosphorescent substance. Science Record, 1947,2:54.
- S. C. Hsin and K. C. Wang. Phosphorescence produced by mechanical means. Chinese Journal of Physics, 1947,7 (1): 53.
- Kan-Chang Wang and Stanley B. Jones. On the disintegration of mesotrons. Phys. Rev. 1948,74:1547.
- 王淦昌．中性介子（π０）的发现及它的性质．物理通报，１９５１，１（１、２）：３４．
- 王淦昌，郑仁圻，吕敏．在铅板里发生的电子光子簇射．物理学报，１９５５，１１（５）：４２１．
- 王淦昌，肖健，郑仁圻，吕敏．一个中性重介子的衰变．物理学报，１９５５，１１（６）：４９３．
- 郑仁圻，吕敏，肖健，王淦昌．在云室中观察到一个Ｋ介子的产生及其核俘获．物理学报，１９５６，１２（４）：３７６．
- 王淦昌，吕敏，郑仁圻．一个长寿命的带电超子．科学记录（新辑），１９５７，１（２）：２１．
- Ван Ган-чан и др. исследовавне упр угого pacceяния π− Мезонов с импудьсом  6,8 GeV／ｃ на протонах с помошью пропановой пузырь ковойкаме pы. ЖЭТФ, 1960,38:426.
- Ван Ган-чан и др. Рожддение Антннротонов при взаимодсйствии π− Мезонов с  нуклонами. ЖэТФ, 1960,38:1010.
- 王淦昌，王祝翔，维克斯勒，维辽索夫，乌兰拉，丁大钊等．８．３ＧｅＶ／ｃ的负π介子所产生的Σ−超子．物理学报，１９６０，１６（７）：３６５；ЖэТФ，１９６０，３８：１３５６．
- 王淦昌，王祝翔，维克斯列尔，符拉娜，丁大钊等．在动量为６．８±６亿电子伏／ｃ的π−介子与质子相互作用下Ａ０（Σ０）及Ｋ０的产生．物理学报，１９６１，１７（２）：６１；ЖэТФ，１９６１，４０：４６４．
- 王淦昌，王祝翔．能量在１０ＧｅＶ以下的π－Ｎ，ｐ－Ｎ和ｐ－Ｎ相互作用．物理学报，１９６１，１７：５２０．
- H. г. Бирзер, Ван Ган-чан, Ван Цу-чен, динда-цао идр. Неупругие  взаимодействия π− Мезонов с импульсом 6.8 GeV ／ｃ снуклонамц. ЖЭТФ, 1961,41 (5): 1461.
- 丁大钊，王祝翔，王淦昌．奇异粒子的强相互作用．物理学报，１９６２，１８：３３４．
- 王淦昌．利用高功率激光驱动核聚变反应．（内部报告）１９６４．
- 王淦昌．国际上惯性约束核聚变情况简介和对我国在这方面工作的意见．（惯性约束核聚变讨论会文集）１９８２．９．
- Wang Naiyan, Wang Ganchang. An 80-GW relativistic electron beam accelerator. Proceedings of the fifth International Conference on High-Power Particle Beams, USA, 1983.
- 王淦昌，诸旭辉，王乃彦，谢京刚，李鹰山，周昌淮，王璞．６焦耳ＫｒＦ激光的产生．核科学与工程，１９８５，５（１）：１．
- 王淦昌，诸旭辉，王乃彦，谢京刚，李鹰山，周昌淮，王璞．１２．５焦耳电子束泵浦ＫｒＦ激光器．应用激光，１９８６，６（２）：４９．
- 王淦昌等．王淦昌论文选集．北京：科学出版社，１９８７．
- 徐宜志，王淦昌．闪光－１强流脉冲电子束加速器．原子核物理，１９８７，９（２）：６９．
- N. Wang, G. Wang. 100 Joule level KrF laser pumped by intense electron beam. Proc of the 2nd Int. Workshop on KrF Laser Technology, Alberta, Canada, 1990.